# Caprimulgus prigoginei
El chotacabras de Prigogine o chotacabra de Prigogine (Caprimulgus prigoginei) es una especie de ave caprimulgiforme en la familia Caprimulgidae propia del centro de África. 

## Descripción
Este chotacabras es de porte pequeño, midiendo 19 cm de largo, su cola es corta y su cabeza prominente. La hembra adulta es marrón oscuro con gran cantidad de pintas. Durante el vuelo se la percibe marrón, sin la marca blanca en las alas que se observa en muchos de sus parientes. Posee manchas marrón claro en las alas, y los extremos de las plumas de la cola son blancuzcos.  Se desconocen las características del macho.

## Distribución y hábitat
Este chotacabras se reproduce en las zonas tropicales del centro de África. La información disponible proviene de un único espécimen recolectado en las montañas Itombwe en Zaire en febrero de 1952.
Parece ser una especie propia de los bosques. pero no se sabe nada sobre su hábitos o reproducción, aunque se sospecha que al igual que sus parientes es probable que anide en un nido construido sobre terreno despejado. Al igual que los otros chotacabras se lo considera un ave insectívora nocturna.